# 何世璂
何世璂（1666年—1729年），字谵庵，又字坦园，号铁山，山东省桓台县陈庄镇陈一村人。清朝政治人物。

## 生平
何世璂家族本姓陈，其七世祖随舅氏姓何，延续至今。故陈庄有“何陈一家”之说。世璂于康熙四十八年（1709年）中进士，被選為翰林院庶吉士。官至直隶总督。曾为雍正帝帝师。
其墓至20世紀50年代初尚存。位于陈庄村南200米，俗称“御葬坟”。1955年，被平为农田。

## 著作
何世璂工詩詞，曾得同鄉、順治進士王士禎教誨。著有《淡志堂文集》、《淡志堂诗集》、《渔洋诗法》、《燃灯记闻》等。道光年间，後人撰《何端简公集》12卷。